# زمین‌لرزه ۱۳۸۴ قشم
زمین‌لرزه قشم  در تاریخ ۲۷ نوامبر ۲۰۰۵ میلادی، برابر با ‎۶ آذر ۱۳۸۴، ساعت ۱۰:۲۲:۱۹ به زمان یوتی‌سی در ایران رخ داد. ژرفای این زلزله ۴۹٫۱ کیلومتر بود، و بزرگی آن ۵٫۹ در مقیاس Mw اعلام شده‌است. زمین‌لرزه به وقت محلی در روز یکشنبه، ساعت ۱۳٫۵ روی داده و منطقه زمانی آن یوتی‌سی +۳٫۵ و مرکز زلزله روستای کورزین قشم بوده است .
سازمان زمین‌شناسی آمریکا نیز رومرکز این زمین‌لرزه را در مختصات ۲۶°۴۶′۲۶″شمالی ۵۵°۵۱′۲۹″شرقی / ۲۶٫۷۷۴°شمالی ۵۵٫۸۵۸°شرقی و ژرفای آنرا در ۱۰ کیلومتر گزارش کرده‌است. بزرگی برگزیدهٔ این سازمان از میان بزرگیهای محاسبه‌شدهٔ مختلف ۶ در مقیاس Mw بوده و از دید اثر، در میان چهار دسته‌بندی «نامحسوس»، «محسوس»، «زیان‌آور» یا «با تلفات»، زلزله را «با تلفات» اعلام کرده‌است.در زمین‌لرزه ۸۰ درصد ساختمانها در زیرنگ خراب شده و دستکم ۷ روستا در قشم آسیب دیده‌است.
پروژهٔ «تنسور گشتاور مرکزوار» زاویه‌های (راستا، شیب، ریک) گسل سازندهٔ زمین‌لرزه و صفحه عمود بر آنرا (°۲۵۷، °۳۹، °۸۳) یا (°۸۶، °۵۱، °۹۶) و نوع گسل را «معکوس» فرارسانده‌است.
شمار کشتگان زلزله حدود ۱۳ نفر بوده‌است.تعداد زخمیان ۱۰۰ نفر برآورده شده‌است.